# Альбрехт I (маркграф Мейсена)
А́льбрехт I Го́рдый (нем. Albrecht I der Stolze; 1158 — 24 июня 1195, Крумменхеннерсдорф, Саксония) — маркграф мейссенский в 1190 — 1195 годах.

## Биография
Альбрехт Гордый родился в 1158 году, старший сын маркграфа Оттона Богатого из дома Веттин. Так как отец его по желанию своей супруги хотел передать маркграфство мессейнское своему второму сыну Дитриху, сделав его главным наследником вопреки существовавшим в Германии законам о ленных владениях, то Альбрехт открыто восстал против отца. Распря эта прекратилась лишь со смертью Оттона 18 февраля 1190 года.
Вступив в управление страною, Альбрехт старался всячески притеснить своего брата Дитриха, владевшего Вейсенфельсом, но был разбит им при Ревенингене, недалеко от Альштедта. Возобновление распри с Дитрихом навлекло на него вражду императора Генриха VI; но маркграф ещё до начала войны был отправлен в Фрейберг по проискам альтенцельских монахов или, что гораздо вероятнее, по инициативе самого императора, облюбовавшего серебряные рудники Фрейберга, наперсником его Гугольдом. Маркграф, почувствовав себя дурно, приказал тотчас перенести себя на носилках в Мейсен, но скончался дорогою в Крумменхеннерсдорфе 25 июня 1195 года.
Четыре недели спустя скончалась его вдова София, также от яда. Управление страною перешло к брату его Дитриху Угнетенному.